# Mohammed Bechari
 Mohammed Bechari (arabisch محمد بشاري, DMG Muḥammad Baššārī; * 16. April 1967 in Marokko) ist eine führende französische Persönlichkeit des Islam in Europa. Er der Präsident der Fédération nationale des musulmans de France (Nationale Föderation der Muslime in Frankreich) und der Generalsekretär der Europäischen Islamischen Konferenz (European Islamic Conference; EIC), Frankreich. Er ist Mitglied der Internationalen Islamischen Fiqh-Akademie (madschmaʿ al-fiqh al-islami al-duwali) in Dschidda, Saudi-Arabien.
Er ist Vorsitzender des Institut Avicenne des Sciences Humaines in Lille und Vizepräsident des Conseil français du culte musulman.
2009 wurde er in der Liste der 500 einflussreichsten Muslime des Prinz-al-Walid-bin-Talal-Zentrums für muslimisch-christliche Verständigung der Georgetown University und des Royal Islamic Strategic Studies Centre von Jordanien aufgeführt.
Er war einer der 138 Unterzeichner des offenen Briefes Ein gemeinsames Wort zwischen Uns und Euch (engl. A Common Word Between Us & You), den Persönlichkeiten des Islam an „Führer christlicher Kirchen überall“ (engl. „Leaders of Christian Churches, everywhere …“) sandten (13. Oktober 2007).
Er war einer der Unterzeichner der Botschaft aus Amman (Amman Message).

## Werke (Auswahl)
- Bechari, Mohamed: „Islam de France: où en est-on?“ 2005